# Euchlorostola megathyris
Euchlorostola megathyris là một loài bướm đêm thuộc phân họ Arctiinae, họ Erebidae.